# مكتبة آل يعقوب
مكتبة آل يعقوب تعد من أبرز المكتبات في منطقة حائل.

## تأسيس المكتبة
انشئ المكتبة محمد بن سعد والد يعقوب، وقد توسعت فيما بعد في زمن عمر ويوسف ابني يعقوب حتى أصبحت من أكبر مكتبات حائل. ويعتبر محمد بن سعد من قضاة حائل وتفقه على يد الشيح عثمان بن منصور وخلفه على قضاء حائل قال عنه الشيخ الهندي:«كان ورعاً زاهداً محباً للعلم وأهله وجمع كتباً كثيرة».